# أنتيك
أنتيك (بالأحرف اللاتينية Antique) كان ثنائيا سويديا غنائيا من أصول يونانية تضم إيلينا باباريزو (Elena Paparizou) ونيكوس بانايوتيدس (Nikos Panagiotidis) ولهم أغاني شهيرة باليونانية والإنكليزية. الثنائي مثّل اليونان في مهرجان الأغنية الأوروبية عام 2001 بأغنية "Die for You" وحلوا في المرتبة الثالثة.

## روابط خارجية
- أنتيك على موقع IMDb (الإنجليزية)
- أنتيك على موقع ميوزك برينز (الإنجليزية)
- أنتيك على موقع أول ميوزيك (الإنجليزية)
- أنتيك على موقع ديسكوغز (الإنجليزية)